# Samsung Infuse 4G
Samsung Infuse 4G (SGH-i997) – smartfon firmy Samsung, przeznaczony na rynek amerykański. Urządzenie dostępne jest w sieci AT&T.
W modelu Infuse zastosowano 4.5" wyświetlacz nowej generacji – SuperAMOLED Plus, który trafił także do Galaxy S II (w rozmiarze 4.3"). Jest to panel dotykowy, o rozdzielczości 480x800 pikseli. Prócz tego, SGH-i997 posiada także procesor Hummingbird 1.2 GHz, aparat o rozdzielczości 8 MPix z możliwością nagrywania filmów 1080p. Telefon wyposażono w 8/16 GB przestrzeni dyskowej, oraz 1024 MB pamięci RAM. Telefon pracuje pod kontrolą systemu Google Android w wersji 2.2 FroYo. Istnieje możliwość aktualizacji do wersji 2.3.
Wymiary telefonu to 5,2” x 2,8” x 0,35" (13,2 × 7,11 × 0,89 cm), a waga urządzenia to 129 gram (4,6 oz)